# Thuy Thu Le
Thuy Thu Le (Ho Chi Minh, 23 agosto 1966) è un'attrice vietnamita naturalizzata statunitense.

## Biografia
Thuy Thu Le è nata a Saigon, nel Vietnam del Sud, ma è cresciuta ed è stata educata negli Stati Uniti. I suoi genitori, infatti, abbandonarono Saigon durante la guerra del Vietnam; Thuy, all'epoca, era solo una bambina. Si è laureata all'Università della California - Berkeley, ed è bilingue: parla infatti fluentemente sia la lingua vietnamita che quella inglese.
È nota soprattutto per il film di Brian De Palma Vittime di guerra (Casualties of War), del 1989, con Michael J. Fox e Sean Penn. Nel film interpreta il ruolo di una ragazza vietnamita di nome Tran Thi Oanh che viene rapita, stuprata e poi ferocemente uccisa da un gruppo di soldati statunitensi guidati dallo psicopatico sergente Tony Meserve (Penn). Ha interpretato nello stesso film anche il ruolo di una studentessa asiatica che Sven Eriksson (Fox), l'unico soldato rifiutatosi di violentare la ragazza e che ha denunciato i suoi ex commilitoni facendoli condannare da una corte marziale, incontra su un treno a San Francisco. Questa scena prende luogo alcuni anni dopo gli eventi di Oanh durante la guerra del Vietnam.
Anche se la sua performance nel film è stata acclamata dalla critica, si è ritirata dalle scene. Di lei si sa che nel 2005 lavorava come insegnante in California; è sposata e ha tre figli.

## Filmografia
- Vittime di guerra (Casualties of War), regia di Brian De Palma (1989)